# Miroslav Zajonc
Miroslav „Miro“ Zajonc (* 10. Juni 1960 in Spišská Stará Ves) ist ein früherer slowakischer Rodelsportler, der erst für die Tschechoslowakei, später auch für Kanada und die USA startete und später Trainer wurde.

## Karriere
Miroslav Zajonc nahm zu Beginn seiner Karriere mehrfach an Junioren-Europameisterschaften im Rennrodeln teil, konnte sie meist aber nur im hinteren Drittel Platzieren. 1977 wurde er in Igls 28., 1978 in Winterberg 22. und 1979 in Krynica-Zdrój 15. im Einsitzer. Im Doppel kamen 1978 an der Seite von Petr Štefánik ein sechster, 1979 an der Seite von Marián Dudek ein zehnter Rang hinzu. Danach gehörte er weiter dem Nationalkader der Tschechoslowakei an, kam aber weder bei Welt- noch Europameisterschaften zum Einsatz. Im August 1981 floh er nach einem Trainingslager in Igls am Grenzübergang zwischen Tschechien und Österreich in die Arme von österreichischen Zöllnern. Von nun an startete Zajonc zunächst für Kanada. In den 1980er Jahren traf er dabei auf einen nordamerikanischen Rodelsport im Umbruch und konnte mit seiner Ausbildung einige Akzente einbringen. Als sensationell galt dennoch der Gewinn der Goldmedaille im Einsitzer bei den Rennrodel-Weltmeisterschaften 1983 in Lake Placid vor dem Titelverteidiger Sergei Danilin und Paul Hildgartner. Es war nicht nur der erste Gewinn eines WM-Titels durch einen nichteuropäischen Verband, sondern zudem die erste Medaille, die nicht von einem Vertreter eines europäischen Verbandes gewonnen wurde. Schon im Rennrodel-Weltcup der Saison 1982/83 konnte er in Lake Placid hinter Hildgartner im dritten Saisonrennen Zweiter werden.
Seit 1985 startete Zajonc für die USA. In der Saison 1985/86 konnte er auf seiner Lieblingsbahn in Lake Placid wieder als Drittplatzierter hinter Norbert Huber und Michael Walter auf das Podium fahren. Neben dem Einzel fuhr Zajonc auch weiter im Doppelsitzer. Hier war er vor allem in der Saison 1986/87 Erfolge verbuchen. Mit seinem Partner Tim Nardiello erreichte er zum Auftakt der Saison in Sarajevo hinter Stefan Ilsanker und Georg Hackl den zweiten Platz. In der Gesamtwertung wurde das Doppel Zajonc/Nardiello Vierte. Auch bei den Rennrodel-Weltmeisterschaften 1987 in Igls wurden sie jedoch disqualifiziert. Im Einzel wurde er 21. 1988 kam er zu seinem einzigen Einsatz bei Olympischen Winterspielen und erreichte in Calgary mit Nardiello im Doppelsitzer den elften Platz. Fünf Wochen vor den Spielen, die sein Karrierehöhepunkt und Ende wurden, brach er sich während des Trainings seinen rechten Fuß und konnte nur mit einer stützenden Spezialanfertigung starten. Hinzu kam, dass erst drei Tage vor dem Ablauf der Meldefrist eine Zustimmung des Tschechoslowakischen Verbandes zum Start kam, der für die Nominierung Voraussetzung war. Nach seiner aktiven Karriere wurde Zajonc 1990 Rennrodel-Trainer und betreute den Nachwuchskader der USA. Sein Nachfolger wurde Robert Fegg. Er lebt in Lake Placid.